# 절대각성천사미스트레스☆포춘
절대각성천사 미스트레스☆포춘(絶対覚醒天使ミストレス☆フォーチュン)은 타네무라 아리나의 전 3화 소녀만화작품이다.

## 개요
슈에이샤의 만화잡지 리본에서 2008년 7월호에서 신사동맹 크로스(紳士同盟†)와 동시개제를 해서 2008년 9월호까지 연재되었다.
2008년 8월 8일 갱신된 타네무라 아리나의 라디오de싹뚝★(種村有菜のラジオDEシャキン★)과 본인의 블로그에서 전 3화로 연재하면서 간간히 번외편을 내며 단행본으로 낼 것이라하고, 9월에 인터넷 라디오 사이트 S-라디에서 전4화(만화 내용으로는 2화까지)로 VOMIC화가 되었다.

## 등장인물
- 성우는 절대각성천사 미스트레스☆포춘의 VOMIC 성우이다.

타치카와 키사키 (立川 妃)
성우-마타요시 아이(又吉愛)
본 작품의 주인공으로 14세에 금발, E컵이다. 낙오 초능력자라고 하지만 사실은 세계에서 단 한 명인 플래닛 포톤. 긴이로를 좋아하고 화가나면 ESPD를 마셔서 전파를 발사한다.
변신을 하면〈포춘 티아라〉가 되고, 머리색이 핑크색이 된다.
하시바 긴이로 (羽柴 銀色)
성우-스즈무라 켄이치(鈴村健一)
키사키가 짝사랑을 하는 남자아이, 14세에 은발. 5세 때부터 초능력을 써서 현재는 상급 초능력자. 키사키를 처음 봤을 때부터 반했다고한다.
변신을 하면〈포춘 쿼츠〉가 된다. 키사키와 콤비.
군죠 하루카 (群青 遥)
성우 - 마지마 쥰지(間島淳司)
키사키들을 보조하는 미스트레스☆포춘의 사령관으로 박사이기도 하다. 25세.
이치가야 카가미 (一ヶ谷 鏡美)
성우 - 후지무라 아유미(藤村歩)
키사키의 친구로 14세. 아이돌을 좋아한다. 키사키가 가족 이외로 능력이나 연구소에 대한 이야기를 하고있고 의외로 친구생각을 잘한다.
이바코 (イバ子)
성우 - 사이토 치와(斎藤千和)
키사키와 긴이로에게 들러붙은 이버. 토끼같이 생겼으며 말을 할 줄 안다. PSI의 조사에 협조하는 대신에 자유롭게 다닐 수 있게 되었다.
긴이로에게 이바코라는 이름이 붙여졌을 때에 "3회연재라해서 적당히 부르지 말라구!!"라는 소리를 하며 다른 타네무라 아리나의 작품의 캐릭터의 이름을 말하며 빈둥거렸지만 사실은 매우 마음에 든 것 같다.

## 용어

#### 이버
이버(EBE)
여러 가지 형태가 있으며 우주에서 날라왔다, 정체불명.
레벨
레벨1 - 움직일 수 없다.
레벨2 - 이동한다.
레벨3 - 음파를 낸다.
레벨4 - 동료와 교신한다.
레벨5 - 공격한다.
본편에 나온 레벨은 여기까지이며, 외에 더 상위 레벨도 있다.

#### 아이템
타겟실
초능력자에 의한 전파가 모여진다.
ESPD
초능력을 일순간 파워 업해주는 드링크.

#### 기관
PSI
본작에서 나오는 초능력자 기관.

## 각화 제목
- 1화: 천사강림!? 미스트레스포춘★ (리본 2008년 7월호 개제)
- 2화: 희대의 대싸움! 소녀의 마음은 마음 속에!? (리본 2008년 8호 개제)
- 3화: 사랑의 ESP! 가끔은 솔직하게!? 절대각성☆ (리본 2008년 9월호 개제)
- 번외편 (여름방학대증간호 리본스페셜 개제)
- 번외편 (리본 2008년 11월호 개제 예정(타네무라 아리나 본인 블로그글 참조))